# جایزه لید
جایزهٔ لید (به آلمانی: LeadAward)، یک جایزه برای رسانه‌های آلمان است. آکادمی لید برای رسانه‌های آلمان (به آلمانی: LeadAcademy für Medien e.V.)، جایزه‌ای است که سالانه به نشریات و رسانه‌های آنلاین آلمان اهدا می‌گردد.

## تاریخچه
در سال ۱۹۹۳ آکادمی برای اولین بار جایزهٔ لید را در هامبورگ ارائه کرد. در میان سایر شرکت‌ها، این جایزه عمدتاً با پشتیبانی و حمایت توسط اشپیگل، پورشه، زودویچه تسایتونگ، فرانکفورتر آلگماینه زایتونگ، زیت و گروه رسانه‌ای دومون و توسط پشتیبانی بازرگانان شهر هامبورگ برگزار می‌گردد. حامیان مالی قبلی هوگو باس، گوگل و ان‌بی‌دبلیو بودند که دیگر از آن حمایت و پشتیبانی نمی‌کنند. جایزه به‌جای جشن ۲۵ سالگی در سال ۲۰۱۷ به حالت تعلیق درآمد. وقفه یک‌ساله برای بازسازی استفاده شد. طبق مفهوم جدید، سردبیران و ناشران مجلات، روزنامه‌ها و عناوین آنلاین اکنون در پیش‌زمینه قرار دارند؛ و از مدیران برجستهٔ رسانه‌های آلمان در هفت دسته تجلیل می‌شود.

## فرایند اهدای جایزه
تا به امروز، فقط کمیته‌های آکادمی لید می‌توانند نشریات را نامزد می‌کنند. یک هیئت منصفهٔ مقدماتی ۱۲ نفره، سالهای مختلف حدود ۴۵۰ عنوان مجله، ۷۰ عنوان روزنامه و ۲۰۰ پیشنهاد آنلاین را بررسی می‌کند. این پیش‌انتخاب سپس به هیئت داوران نهایی ۳۰ نفره، جهت معرفی و در نهایت تصمیم‌گیری در مورد اهدای جوایز ارسال می‌شود. جایگاه‌های طلا، نقره و برنز و همچنین حداکثر هشت جایزه برای هر گروه اهدا می‌شود. این فرایند از سال ۱۹۹۵ تاکنون تغییر نکرده‌است.

## دسته‌بندی‌ها
سالهاست که به جایزهٔ لید در دسته‌های گوناگون «تحریریه»، «تبلیغات»، «عکاسی»، «آنلاین» و «روزنامۀ سال» اهدا می‌شود. دستهٔ «آنلاین» برای نخستین‌بار در سال ۲۰۰۶ اهدا شد، زمانی که این گروه به‌عنوان «رهبر وب سال» برنده شد.
از آنجا که طراحی مجدد در سال ۲۰۱۸، شامل هفت بخش می‌باشد؛ که عبارت‌اند از: «مجلهٔ بحث»، «مجلهٔ شیوۀ زندگی»، «مجلهٔ محبوب»، «روزنامهٔ منطقه»، «روزنامۀ ملی»، «روزنامه‌نگار ویژۀ نوآورانه» و «اهمیت دیجیتال». گذشته‌ازاین، حامی اصلی آن یعنی شرکت پورشه، جایزۀ پورشه خود را برای بهترین روزنامه‌نگار مستقل سال اعطا می‌کند، که از طریق آن باید موفقیت‌های شجاعانه و ابتکاری برجسته انجام شود.

## انتقاد
انتقاد اصلی به این جایزه، دعوت هر چه بیشتر از سازندگان رسانه‌های درجه یک به هیئت منصفه و دادن هرچه بیشتر فرصت برای ارج نهادن به رسانه‌های خود است.

- اچ‌آی‌پی (HPI, 2006)